# Schwedische Fußballnationalmannschaft der Frauen/Weltmeisterschaften
Der Artikel beinhaltet eine ausführliche Darstellung der schwedischen Fußballnationalmannschaft der Frauen bei Weltmeisterschaften. Schweden konnte sich für alle WM-Endrunden der Frauen qualifizieren, war Gastgeber der zweiten Weltmeisterschaft und belegt in der ewigen Tabelle Platz 3. Die Schwedinnen haben als einzige Mannschaft ein WM-Finale durch ein Golden Goal verloren. Der schwedische Verband ist der erste Verband, dessen Frauen- und Männernationalmannschaft Vizeweltmeister wurde, ohne dass eine von ihnen Weltmeister werden konnte.

## Die Nationalmannschaft bei Weltmeisterschaften

### Übersicht
| Jahr | Gastgeberland         | Teilnahme bis …  | Gegner                  | Ergebnis        | Trainer                | Bemerkungen und Besonderheiten |
| ---- | --------------------- | ---------------- | ----------------------- | --------------- | ---------------------- | --- |
| 1991 | Volksrepublik China   | Spiel um Platz 3 | Deutschland             | 3.              | Gunilla Paijkull       | |
| 1995 | Schweden              | Viertelfinale    | China                   | 5.              | Bengt Simonson         | Erstes Land, das sowohl eine WM der Männer als auch der Frauen ausgerichtet hat, Aus im Viertelfinale im ersten Elfmeterschießen bei einer WM der Frauen                                             |
| 1999 | USA                   | Viertelfinale    | Norwegen                | 6.              | Marika Domanski Lyfors | Viertelfinalaus gegen den Titelverteidiger |
| 2003 | USA                   | Finale           | Deutschland             | Vizeweltmeister | Marika Domanski Lyfors | Niederlage durch Golden Goal |
| 2007 | Volksrepublik China   | Vorrunde         | USA, Nigeria, Nordkorea | 11.             | Thomas Dennerby        | |
| 2011 | Deutschland           | Spiel um Platz 3 | Frankreich              | 3.              | Thomas Dennerby        | Aus im Halbfinale gegen den späteren Weltmeister |
| 2015 | Kanada                | Achtelfinale     | Deutschland             | 16.             | Pia Sundhage           | In der Gruppenphase traf die Mannschaft auf die USA, Nigeria und Australien und wurde mit drei Remis Dritter.                                                                                        |
| 2019 | Frankreich            | Spiel um Platz 3 | England                 | Dritter         | Peter Gerhardsson      | In der Qualifikation traf die Mannschaft auf Dänemark, die Ukraine, Ungarn und Kroatien und qualifizierte sich als Gruppensieger. In Frankreich waren Chile, Thailand und die USA die Gruppengegner. |
| 2023 | Australien/Neuseeland | Spiel um Platz 3 | Australien              | Dritter         | Peter Gerhardsson      | In der Qualifikation trafen die Schwedinnen auf Finnland, Irland, die Slowakei und Georgien. Als erste europäische Mannschaft nach sieben von acht Spielen qualifiziert.                             |

### Statistik
(Angaben inkl. 2023: Neun Weltmeisterschaften)
- nicht teilgenommen: nie (0 %)
- ohne Qualifikation qualifiziert (als Gastgeber): einmal (11,1 %)
- sportlich qualifiziert: achtmal (88,9 % bzw. 100 % der notwendigen Versuche)
  - Vorrunde: einmal (11,1 %; 2007)
  - Achtelfinale: einmal (11,1 %, 2015)
  - Viertelfinale: zweimal (22,2 %; 1995 und 1999)
  - Dritter: viermal (44,4 %; 1991, 2011, 2019 und 2023)
  - Vizeweltmeister: einmal (11,1 %; 2003)

## Die Turniere

### WM 1991 in der Volksrepublik China
Für die erste WM der Frauen qualifizierten sich die Schwedinnen als bester Viertelfinal-Verlierer der EM-Qualifikation für die Europameisterschaft 1991. Dafür hatten sie sich zunächst in der Gruppenphase mit vier Siegen gegen Frankreich und Polen durchgesetzt. Im Viertelfinale gegen Italien erreichten sie im Heimspiel nur ein 1:1. Aufgrund des 0:0 im Rückspiel war Italien aber durch die Auswärtstorregel für die EM-Endrunde qualifiziert. Da die anderen im Viertelfinale ausgeschiedenen Mannschaften kein Spiel gewannen und alle mindestens eins verloren, war Schweden als fünfte europäische Mannschaft für die WM qualifiziert.
In der Volksrepublik China wurde Schweden in die Gruppe mit Südamerikameister Brasilien, Mittel- und Nordamerikameister USA und Japan gelost. Am 17. November 1991 bestritten sie in Panyu ihr erstes WM-Spiel und verloren gegen die USA mit 2:3. Dabei erzielte Lena Videkull mit dem 1:3 das erste WM-Tor für die Schwedinnen. Im zweiten Spiel folgte dann ein 8:0 gegen Japan, wobei Videkull bereits nach 30 Sekunden das 1:0 und damit das schnellste Tor bei einer WM der Frauen gelang. Mit einem 2:0 gegen Brasilien im letzten Gruppenspiel wurde Schweden Gruppenzweiter und traf im Viertelfinale auf die Mannschaft von Gastgeber und Asienmeister Volksrepublik China. Bereits in der 3. Spielminute gelang Pia Sundhage das 1:0, wobei es bis zum Ende blieb. Im Halbfinale war dann Vizeeuropameister Norwegen der Gegner. Zwar ging Schweden wieder früh, diesmal in der sechsten Spielminute in Führung, musste aber kurz vor der Halbzeitpause den Ausgleich durch einen verwandelten Strafstoß hinnehmen und in der zweiten Halbzeit der Überlegenheit der Norwegerinnen Tribut zollen, die durch drei weitere Tore ins Finale einzogen. Im Spiel um Platz 3 war dann erstmals Europameister Deutschland der Gegner und mit dem 4:0 sicherten sich die Schwedinnen Platz 3.

### WM 1995 in Schweden
Vier Jahre später mussten sich die Schwedinnen als WM-Ausrichter nicht qualifizieren, womit Schweden das erste Land war, das sowohl die WM der Männer (1958) als auch der Frauen ausrichtete. Dennoch nahmen sie an der Qualifikation teil, da diese gleichzeitig als Qualifikation für die EM 1995 diente. Mit vier Siegen gegen die Slowakei und Lettland gelang der Sprung ins Viertelfinale. In diesem wurde Dänemark nach einer 0:2-Auswärtsniederlage im Heimspiel mit 3:0 besiegt. Damit wären sie auch sportlich für die WM qualifiziert gewesen. Auch im Halbfinale verloren sie zunächst das Auswärtsspiel gegen Norwegen mit 3:4, gewannen aber das Heimspiel mit 4:1. Im Finale in Deutschland gegen den Titelverteidiger verloren sie mit 2:3.
Bei der WM im eigenen Land wurden ihnen von Tomas Brolin und Kristin Bengtsson (Spieler des Jahres bzw. Spielerin des Jahres 1994 in Schweden) wie vier Jahre zuvor Brasilien und Japan zugelost, ferner EM-Finalgegner Deutschland. Nach einer 0:1-Auftaktniederlage gegen Brasilien konnten sie sich mit 3:2 gegen Deutschland für die EM-Finalniederlage revanchieren. Mit einem 2:0 gegen Japan wurden sie punktgleich mit Deutschland Gruppenzweite, da sie die schlechtere Tordifferenz hatten. Im Viertelfinale gegen Asienmeister China gerieten sie in der 29. Minute mit 0:1 in Rückstand und dabei blieb es bis zur 90. Minute. In der dritten Minute der Nachspielzeit gelang dann Ulrika Kalte noch der Ausgleich. Da in der anschließenden Verlängerung keine Mannschaft ein Tor erzielen konnte, gab es das erste Elfmeterschießen bei einer WM der Frauen. Hier hatten die Chinesinnen die etwas besseren Torschützinnen und kamen durch ein 4:3 ins Halbfinale. China verlor dann im Halbfinale gegen Deutschland und auch das kleine Finale gegen die USA. Die Schwedinnen, die mit dem Fairplay-Preis ausgezeichnet wurden, mussten zusehen wie der Nachbar Norwegen gegen Deutschland das Finale gewann und als erste europäische Mannschaft Weltmeister der Frauen wurde. Mit dem Einzug ins Viertelfinale hatte sich Schweden aber für das erste Fußballturnier der Frauen bei den Olympischen Spielen 1996 qualifiziert, an dem nur die acht besten Mannschaften der WM teilnehmen konnten.

### WM 1999 in den USA
Für die dritte Weltmeisterschaft setzte die UEFA dann auch erstmals und bis heute einziger Kontinentalverband separate Qualifikationsspiele an. In der Qualifikation traf Schweden auf die Ukraine, Island und Spanien. Mit sechs Siegen in sechs Spielen belegte Schweden mit neun Punkten Vorsprung vor der Ukraine den ersten Platz und qualifizierte sich direkt für die WM. Die Ukraine verlor dann in den Playoffs der Gruppenzweiten gegen Deutschland, das sich damit ebenfalls qualifizierte.
In den USA verloren die Schwedinnen das Auftaktspiel gegen Asienmeister China mit 1:2, mit einem 3:1 gegen Ozeanienmeister Australien und einem 2:0 gegen WM-Neuling Ghana wurde aber noch Platz 2 belegt. Im Viertelfinale trafen sie auf den Nachbarn und Titelverteidiger Norwegen. Nach einer torlosen ersten Halbzeit verloren sie mit 1:3, womit die WM wieder im Viertelfinale zu Ende war. Damit war Schweden aber für das Fußballturnier der Frauen bei den Olympischen Spielen 2000 qualifiziert, an dem neben Gastgeber Australien nur die sieben besten Mannschaften der WM teilnehmen konnten.

### WM 2003 in den USA

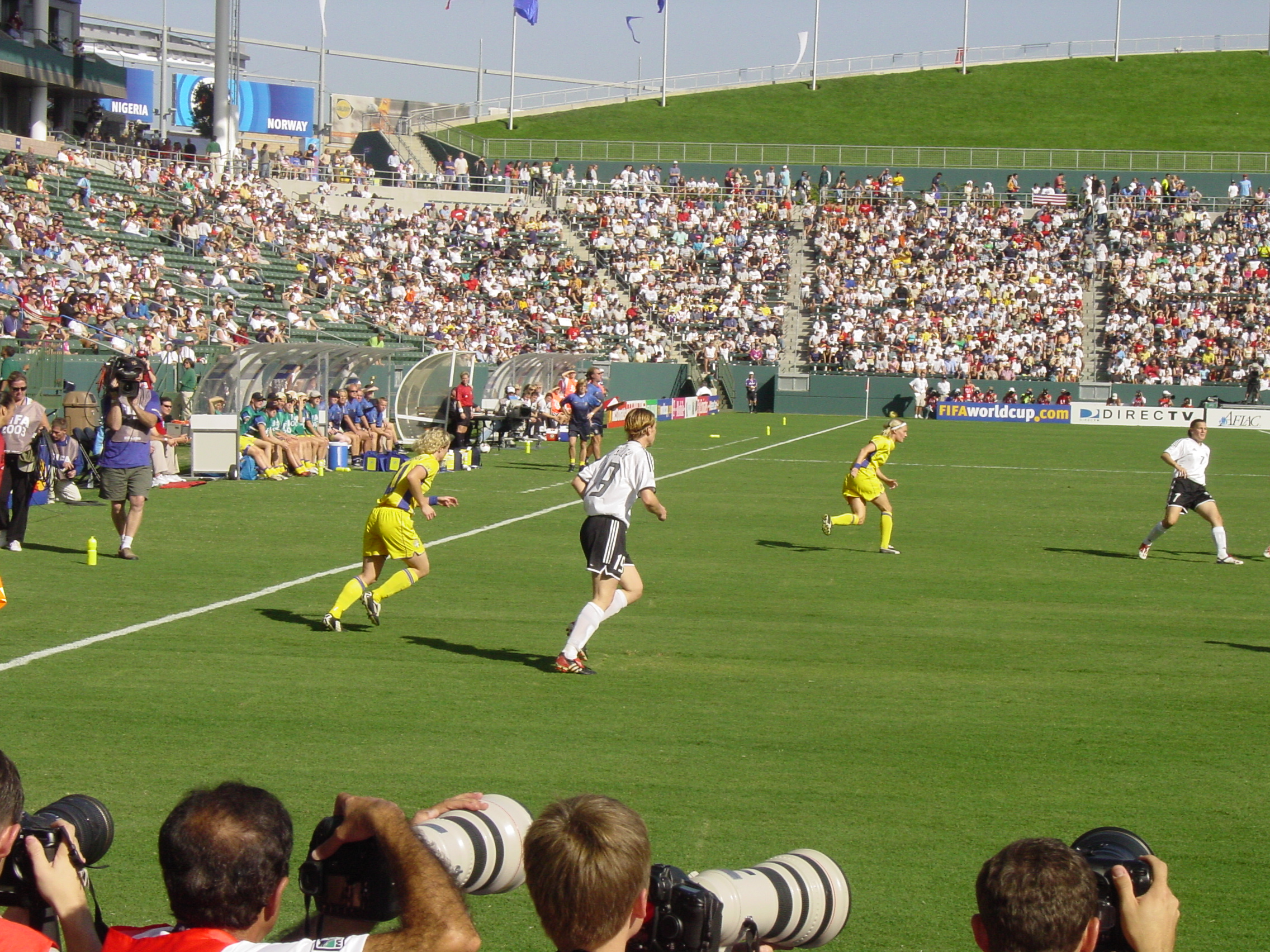
Szene aus dem Finale gegen Deutschland

Eigentlich sollte die WM 2003 wieder in der Volksrepublik China stattfinden. Wegen der SARS-Epidemie wurde das Turnier kurzfristig in die USA verlegt. Damit fand die Weltmeisterschaft zum zweiten Mal in den USA statt. In der Qualifikation traf Schweden auf Dänemark, die Schweiz und den Nachbarn Finnland. Mit fünf Siegen und einer Niederlage qualifizierte sich Schweden als Gruppensieger für die WM. Den zweitplatzierten und punktgleichen Däninnen gelang es in den Playoffs der Gruppenzweiten nicht sich für die WM zu qualifizieren. Nach einem 0:2 in Frankreich war das 1:1 im Heimspiel zu wenig.
In den USA trafen sie im ersten Gruppenspiel auf den Gastgeber USA und verloren mit 1:3. Gegen Asienmeister Nordkorea folgte dann ein 1:0-Sieg und mit einem 3:0 gegen Afrikameister Nigeria wurde als Gruppenzweiter noch das Viertelfinale erreicht. Hier war Brasilien der Gegner und nach einem 2:1 wurde das Halbfinale erreicht. In diesem gewannen sie gegen Kanada ebenfalls mit 2:1 und erreichten zum ersten Mal das Finale. Hier war Deutschland der Gegner, der im Halbfinale den Gastgeber und Titelverteidiger ausgeschaltet hatte. Nachdem die ersten 40 Minuten torlos geblieben waren, erzielte Hanna Ljungberg in der 42. Minute das 1:0 für die Schwedinnen, womit es in die Pause ging. Unmittelbar nach Wiederanstoß zur 2. Halbzeit gelang Maren Meinert der Ausgleich. Dabei blieb es bis zum Ende der regulären Spielzeit, so dass es wie vier Jahre zuvor eine Verlängerung gab. In dieser gelang dann Nia Künzer das einzige Golden Goal in einem WM-Spiel der Frauen, womit die deutschen Frauen erstmals Weltmeister wurden und Deutschland damit erster Weltmeister bei Männern und Frauen. Für Schweden ist der zweite Platz die bis heute beste Platzierung und damit war Schweden auch für das Fußballturnier der Frauen bei den Olympischen Spielen 2004 qualifiziert, an dem neben Gastgeber Griechenland nur die beiden besten europäischen Mannschaften der WM teilnehmen konnten.

### WM 2007 in der Volksrepublik China
Vier Jahre später fand dann die WM doch zum zweiten Mal in der Volksrepublik China statt. In der Qualifikation traf Schweden auf Tschechien, Island, Belarus und Portugal. Mit sieben Siegen und einem Remis setzten sich die Schwedinnen souverän durch.
Bei der Endrunde trafen sie wie vier Jahre zuvor auf Mittel- und Nordamerikameister USA, Afrikameister Nigeria und Nordkorea. Im Auftaktspiel gegen Nigeria reichte es nur zu einem 1:1. Im zweiten Spiel gegen die USA verloren sie mit 0:2. Damit mussten sie im letzten Spiel gegen Nordkorea mit drei Toren Unterschied gewinnen, um das Viertelfinale zu erreichen. Es gelang aber nur ein 2:1-Sieg, womit Schweden erstmals in der Vorrunde ausschied. Mit dem Vorrundenaus verpasste Schweden auch die direkte für das Fußballturnier der Frauen bei den Olympischen Spielen 2008 qualifizieren, an dem nur die drei besten europäischen Mannschaften der WM teilnehmen konnten. Da England als drittbeste europäische Mannschaft aber nicht startberechtigt war, durften Schweden und Dänemark um diesen Platz spielen. Schweden setzte sich dabei mit 4:2 und 3:1 durch und konnte dann doch teilnehmen.

### WM 2011 in Deutschland

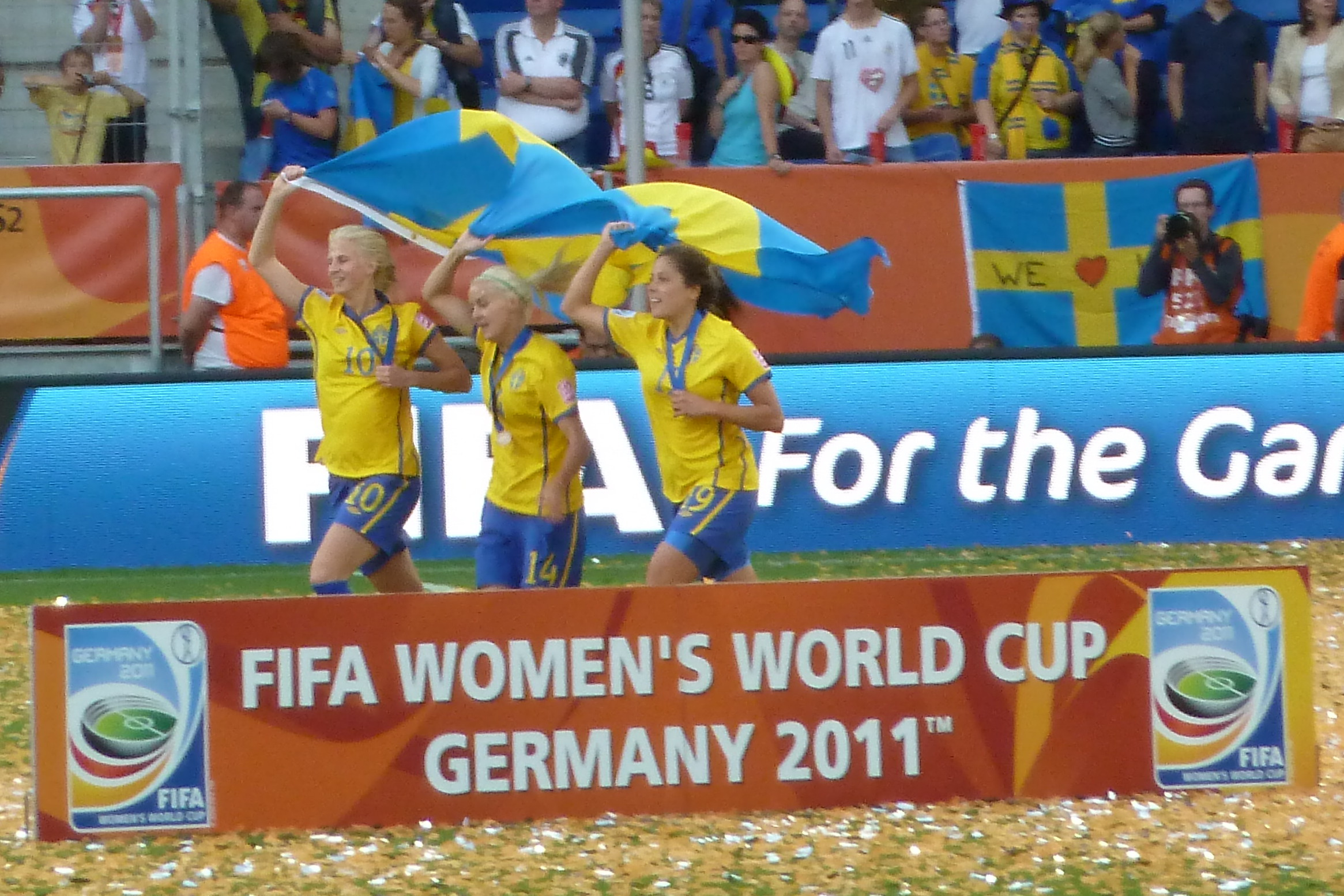
Sofia Jakobsson, Josefine Öqvist und Madelaine Edlund nach dem Sieg im Spiel um Platz 3

Für die WM in Deutschland qualifizierten sich die Schwedinnen mit sieben Siegen und einem Remis gegen Tschechien, Belgien, Wales und Aserbaidschan. Dabei gelang den Schwedinnen mit dem 17:0 gegen Aserbaidschan ihr höchster Länderspielsieg. Mit dem 1:0-Sieg in Tschechien am vorletzten Spieltag sicherte sich Schweden das Ticket für die Play-off-Runde der Gruppensieger, die diesmal notwendig war. Mit 2:1 wurde das Hinspiel gegen Dänemark gewonnen, da es im Rückspiel nach 90 Minuten 1:2 stand, gab es eine Verlängerung. In dieser sicherte Charlotte Rohlin, die schon den 1:2-Anschlusstreffer erzielt hatte, mit dem Tor zum 2:2 die WM-Fahrkarte.
In Deutschland wurde Schweden wie vier Jahre zuvor in eine Gruppe mit den USA und Nordkorea gelost. Neu hinzukam Kolumbien, das sich erstmals für die WM qualifiziert hatte und gegen das Schweden das Auftaktspiel mit 1:0 gewann. Nach einem weiteren 1:0 gegen Nordkorea waren die Schwedinnen und die US-Amerikanerinnen bereits für das Viertelfinale qualifiziert. Im direkten Vergleich ging es nur noch darum, wer Gruppensieger wurde und damit Vizeweltmeister Brasilien aus dem Weg ging. Mit 2:1 konnten die Schwedinnen erstmals ein WM-Spiel gegen die USA gewinnen und trafen damit im Viertelfinale auf Australien, das überraschend Norwegen ausgeschaltet hatte. Mit 3:1 setzten sich die Schwedinnen gegen den Asienmeister durch und erreichten das Halbfinale. Hier trafen sie auf die Überraschungsmannschaft aus Japan, die Gastgeber und Titelverteidiger Deutschland im Viertelfinale ausgeschaltet hatte. Schweden ging zwar in der 10. Minute durch Josefine Öqvist in Führung, musste aber bereits acht Minuten später den Ausgleich hinnehmen. Dabei blieb es bis zur Halbzeitpause. In der zweiten Halbzeit konnten die Japanerinnen dann noch zwei Tore schießen, wogegen die Angriffsbemühungen der Schwedinnen erfolglos blieben. Japan stand damit erstmals im Finale und wurde durch einen Sieg gegen die USA im Elfmeterschießen als erste asiatische Mannschaft Fußballweltmeister. Schweden konnte einen Tag vorher das kleine Finale gegen Frankreich durch ein sehenswertes Tor von Marie Hammarström mit 2:1 gewinnen, obwohl sie nach der Roten Karte für Öqvist aufgrund einer Tätlichkeit 22 Minuten in Unterzahl spielen mussten. Mit dem Halbfinaleinzug konnte sich Schweden auch für das Fußballturnier der Frauen bei den Olympischen Spielen 2012 qualifizieren an dem nur die zwei besten europäischen Mannschaften der WM sowie Großbritannien als Gastgeber teilnehmen konnten.

### WM 2015 in Kanada
In der Qualifikation setzen sich die Schwedinnen wieder als Sieger durch. In der Gruppe waren Schottland, Polen, Bosnien-Herzegowina, Nordirland und erstmals die Färöer die Gegner. Nach neun Siegen hatten Schweden und Schottland mindestens die Playoffspiele der besten Gruppenzweiten erreicht. Am letzten Spieltag siegten die Schwedinnen dann gegen die Schottinnen mit 2:0 und waren damit als letzter der sieben Gruppensieger direkt für die WM-Endrunde qualifiziert. Die Schottinnen scheiterten in den Playoffs an den Niederländerinnen, die sich erstmals für die WM qualifizierten.
Bei der Auslosung der Gruppen waren die Schwedinnen nicht gesetzt und wurden der Gruppe D mit Mittel- und Nordamerikameister USA „zugelost“, gegen den sie schon viermal in der Vorrunde spielen mussten. Weitere Gruppengegner sind Australien und Afrikameister Nigeria. Die Gruppe galt als ausgeglichenste der WM; es war die einzige mit vier Mannschaften, die bei ihren letzten kontinentalen Titelkämpfen mindestens das Halbfinale erreichten.
Schweden ging im ersten Spiel gegen Nigeria mit zwei Toren in Führung, wobei zweimal die Unerfahrenheit der Afrikanerinnen bei Ecken ausgenutzt wurde. Nigeria konnte das Spiel aber noch drehen und am Ende mussten die Schwedinnen mit dem 3:3 zufrieden sein. Nach einem 0:0 gegen die USA im fünften Aufeinandertreffen bei einer WM und einem 1:1 gegen Australien erreichten die Schwedinnen als viertbester Gruppendritter noch das Achtelfinale. Hier verloren sie mit 1:4 gegen Deutschland und schieden aus. Damit hatte Schweden, das als einzige europäische Mannschaft an allen bisherigen olympischen Frauenfußballturnieren teilgenommen hatte, auch die direkte Qualifikation für das Fußballturnier der Frauen bei den Olympischen Spielen 2016 verpasst, hatte aber noch die Chance in Playoffs gegen die drei anderen europäischen Achtelfinalverlierer das dritte europäische Olympiaticket zu erhalten. Dies gelang im März 2016, als man Gruppenerster in ebendiesem Playoff wurde.

### WM 2019 in Frankreich
Nach dem Viertelfinalaus bei der EM 2017 hatte Pia Sundhage den Posten der Nationaltrainerin abgegeben, ihr folgte Peter Gerhardsson. Zudem konnte Rekordtorschützin Lotta Schelin aufgrund einer im Juni 2017 erlittenen Nackenverletzung nicht mehr eingesetzt werden, was sie letztlich bewog im August 2018 ihre Karriere zu beenden.
Als Qualifikationsgegner wurden den Schwedinnen Vizeeuropameister Dänemark, die Ukraine, Ungarn und Kroatien zugelost. Die Schwedinnen begannen mit einem 2:0-Sieg in Kroatien und mussten dann zum ersten Heimspiel gegen Dänemark nicht antreten, da der dänische Verband das Spiel absagte, weil die dänischen Spielerinnen wegen Meinungsverschiedenheiten mit dem Verband nicht antreten wollten. Die UEFA wertete das Spiel schließlich 3:0 für Schweden. Die nächsten drei Spiele gewannen die Schwedinnen mit nur einem Gegentor, verloren dann aber in der Ukraine mit 0:1 und damit erstmals gegen eine osteuropäische Mannschaft. Zwar gewannen sie dann das Rückspiel gegen die Ukrainerinnen, aber durch die Niederlage im Hinspiel kam es auf das letzte Spiel in Dänemark an: mit einem Remis oder einem Sieg würde sich Schweden direkt für die WM-Endrunde qualifizieren, bei einer Niederlage hätten die Däninnen erstmals seit 2007 wieder die Endrunde erreicht und Schweden müsste in die Playoffs der besten Gruppenzweiten um den letzten europäischen Startplatz. Durch ein Tor von Sofia Jakobsson unmittelbar nach der Halbzeitpause gewann Schweden mit 1:0 und qualifizierte sich damit für die Endrunde in Frankreich.
In Frankreich waren erstmals Chile und Thailand sowie zum sechsten Mal in der Vorrunde die USA die Gruppengegner. Die Schwedinnen starteten mit einem 2:0-Sieg gegen Chile, mussten aber bis zur 83. Minute auf das erste Tor warten. Schneller fiel das erste Tor beim 5:1-Sieg gegen Thailand, das bereits in der 6. Minute erzielt wurde. Noch schneller gerieten sie gegen die USA in Rückstand, und zwar bereits in der 3. Minute. Das letzte Tor der 0:2-Niederlage fiel dann durch einen von Jonna Andersson abgefälschten Schuss. Als Gruppenzweite trafen die Schwedinnen auf Kanada und erreichten durch einen 1:0-Sieg das Viertelfinale gegen Deutschland. Nach 24 Jahren ohne Pflichtspielsieg gegen Deutschland gelang mit einem 2:1 nach 0:1-Rückstand der Einzug ins Halbfinale gegen Europameister Niederlande. Im Halbfinale unterlagen die Schwedinnen mit 0:1 nach Verlängerung. Das abschließende Spiel um Platz 3 wurde dann gegen England mit 2:1 gewonnen.

### WM 2023 in Australien und Neuseeland
Für die Fußball-Weltmeisterschaft der Frauen 2023 müssen sich die Schwedinnen gegen Finnland, Irland, die Slowakei und Georgien qualifizieren. Finnland ist vierthäufigster Gegner der Schwedinnen, wobei die Schwedinnen von 37 Spielen 30 gewannen und nur eins verloren. Sie trafen auch schon in den Qualifikationen für die EM 1984, 2001, 2005 sowie WM 2003 und bei den EM-Vorrunden 2005 und 2013 aufeinander. Irland war Gegner in der EM-Qualifikation 1989, 1993 und 2009 und die Slowakei in der EM-Qualifikation 1995, 2017 und 2022 – gegen beide ist die Bilanz ebenfalls positiv. Gegen Georgien wurde dagegen noch nie gespielt. Die Schwedinnen gewannen die ersten sechs Spiele und qualifizierten sich vorzeitig als erste europäische Mannschaft durch ein 1:1 gegen Irland im siebten Spiel.
Bei der Auslosung am 22. Oktober 2022 wurde Schweden, das als Gruppenkopf gesetzt war, Italien, Argentinien und Afrikameister Südafrika zugelost, gegen die bei Weltmeisterschaften noch nie gespielt wurde. Mit drei Siegen qualifizierten sich die Schwedinnen für das Achtelfinale, wo sie zum siebten Mal bei einer WM auf die USA trafen. Nach torlosen 120 Minuten, in denen sich insbesondere Torhüterin Zećira Mušović auszeichnete, hatten die Schwedinnen im Elfmeterschießen weniger Fehlschützinnen und gewannen mit 5:4. Im Viertelfinale trafen sie auf Ex-Weltmeister Japan. Mit 2:1 warfen sie den letzten verbliebenen Ex-Weltmeister aus dem Turnier und trafen im Halbfinale auf Spanien, das mit dem gleichen Ergebnis die Niederlande ausschalten konnte. In einer turbulenten Schlussphase konnten die Schwedinnen sieben Minuten nach der spanischen Führung ausgleichen, gingen aber umgehend wieder in Rückstand, den sie nicht mehr ausgleichen konnten. Damit standen sie zum vierten Mal „nur“ im Spiel um Platz 3 und gewannen auch diesmal.

## Spiele
Schweden bestritt bisher 47 WM-Spiele, nur der viermalige Weltmeister USA (54) hat mehr Spiele bestritten, der zweimalige Weltmeister Deutschland ebenso viele. Die Schwedinnen konnten 28 Spiele gewinnen, 13 wurden verloren und sechs endeten remis. Viermal gingen Spiele in die Verlängerung, da ein Sieger ermittelt werden musste. Eins wurde durch ein Golden Goal, eins im Elfmeterschießen und eins „normal“ verloren. Nur einmal im bisher letzten waren die Schwedinnen im Elfmeterschießen siegreich.
Schweden nahm einmal am Eröffnungsspiel teil: 1995 als Gastgeber. Schweden spielte zweimal gegen den Gastgeber: 1991 und 2003. Schweden spielte sechsmal gegen den späteren Weltmeister (1991 und 2015 in der Vorrunde, 2003 im Finale sowie 2011 und 2023 im Halbfinale) und viermal gegen den Titelverteidiger (drei Niederlagen und ein Remis mit Sieg im Elfmeterschießen). Schweden spielte am häufigsten (7-mal) gegen die USA (ein Sieg, zwei Remis, vier Niederlagen). Sieben Spiele waren die bisher ersten gegen die jeweiligen Gegner.
Schweden spielte bisher gegen Mannschaften aller sechs Konföderationen und auch gegen die Meister aller Konföderationen (24-mal bis einschließlich 2023 und damit so oft wie keine andere Mannschaft, am häufigsten (6-mal) gegen den CONCACAF- und je 5-mal gegen den Asien- und Europameister).
Die meisten Spiele bestritten Rekordtorhüterin Hedvig Lindahl und Rekordnationalspielerin Caroline Seger (je 20). Die meisten Tore (6) erzielten Lena Videkull und Victoria Sandell Svensson.
| Alle WM-Spiele |            |                      |                         |                         |                  | |
| Nr.            | Datum      | Ergebnis             | Austragungsort          | Gegner                  | Anlass           | Bemerkungen                                                                                          |
| 1              | 17.11.1991 | 2:3                  | Panyu (CHN)             | USA                     | Vorrunde         | Erstes Spiel gegen einen amtierenden CONCACAF-Meister                                                |
| 2              | 19.11.1991 | 8:0                  | Foshan (CHN)            | Japan                   | Vorrunde         | |
| 3              | 21.11.1991 | 2:0                  | Panyu (CHN)             | Brasilien               | Vorrunde         | 1. Spiel gegen Brasilien 1. Spiel gegen einen amtierenden Südamerikameister                          |
| 4              | 24.11.1991 | 1:0                  | Guangzhou (CHN)         | China, VR               | Viertelfinale    | |
| 5              | 27.11.1991 | 1:4                  | Panyu (CHN)             | Norwegen                | Halbfinale       | |
| 6              | 29.11.1991 | 4:0                  | Guangzhou (CHN)         | Deutschland             | Spiel um Platz 3 | 1. Spiel gegen Deutschland                                                                           |
| 7              | 05.06.1995 | 0:1                  | Helsingborg             | Brasilien               | Vorrunde         | |
| 8              | 07.06.1995 | 3:2                  | Helsingborg             | Deutschland             | Vorrunde         | |
| 9              | 09.06.1995 | 2:0                  | Västerås                | Japan                   | Vorrunde         | |
| 10             | 13.06.1995 | 1:1 n. V.            | Helsingborg             | China, VR               | Viertelfinale    | 3:4 i. E.                                                                                            |
| 11             | 19.06.1999 | 1:2                  | San José (USA)          | China, VR               | Vorrunde         | |
| 12             | 23.06.1999 | 3:1                  | Washington, D.C. (USA)  | Australien              | Vorrunde         | |
| 13             | 26.06.1999 | 2:0                  | Chicago (USA)           | Ghana                   | Vorrunde         | Bisher einziges Spiel gegen Ghana                                                                    |
| 14             | 30.06.1999 | 1:3                  | San José (USA)          | Norwegen (TV)           | Viertelfinale    | |
| 15             | 21.09.2003 | 1:3                  | Washington, D.C. (USA)  | Vereinigte Staaten (TV) | Vorrunde         | |
| 16             | 25.09.2003 | 1:0                  | Philadelphia (USA)      | Nordkorea               | Vorrunde         | |
| 17             | 28.09.2003 | 3:0                  | Columbus (USA)          | Nigeria                 | Vorrunde         | 1. Spiel gegen Nigeria 1. Spiel gegen einen amtierenden Afrikameister                                |
| 18             | 01.10.2003 | 2:1                  | Foxborough (USA)        | Brasilien               | Viertelfinale    | |
| 19             | 05.10.2003 | 2:1                  | Portland (USA)          | Kanada                  | Halbfinale       | |
| 20             | 12.10.2003 | 1:2 n. V.            | Carson (USA)            | Deutschland             | Finale           | Niederlage durch 1. Golden Goal bei einer Frauen-WM                                                  |
| 21             | 11.09.2007 | 1:1                  | Chengdu (CHN)           | Nigeria                 | Vorrunde         | |
| 22             | 14.09.2007 | 0:2                  | Chengdu (CHN)           | USA                     | Vorrunde         | |
| 23             | 18.09.2007 | 2:1                  | Tianjin (CHN)           | Nordkorea               | Vorrunde         | |
| 24             | 28.06.2011 | 1:0                  | Leverkusen (DEU)        | Kolumbien               | Vorrunde         | Bisher einziges Spiel gegen Kolumbien                                                                |
| 25             | 02.07.2011 | 1:0                  | Augsburg (DEU)          | Nordkorea               | Vorrunde         | |
| 26             | 06.07.2011 | 2:1                  | Wolfsburg (DEU)         | USA                     | Vorrunde         | |
| 27             | 10.07.2011 | 3:1                  | Augsburg (DEU)          | Australien              | Viertelfinale    | |
| 28             | 13.07.2011 | 1:3                  | Frankfurt am Main (DEU) | Japan                   | Halbfinale       | |
| 29             | 16.07.2011 | 2:1                  | Sinsheim (DEU)          | Frankreich              | Spiel um Platz 3 | |
| 30             | 08.06.2015 | 3:3                  | Winnipeg (CAN)          | Nigeria                 | Vorrunde         | |
| 31             | 12.06.2015 | 0:0                  | Winnipeg (CAN)          | USA                     | Vorrunde         | |
| 32             | 16.06.2015 | 1:1                  | Edmonton (CAN)          | Australien              | Vorrunde         | |
| 33             | 20.06.2015 | 1:4                  | Ottawa (CAN)            | Deutschland             | Achtelfinale     | Therese Sjögran stellt mit ihrem 214. und letzten Länderspiel den Europarekord von Birgit Prinz ein. |
| 34             | 11.06.2019 | 2:0                  | Rennes (FRA)            | Chile                   | Vorrunde         | Erstes Spiel gegen Chile                                                                             |
| 35             | 16.06.2019 | 5:1                  | Nizza (FRA)             | Thailand                | Vorrunde         | Erstes Spiel gegen Thailand                                                                          |
| 36             | 20.06.2019 | 0:2                  | Le Havre (FRA)          | USA (TV)                | Vorrunde         | |
| 37             | 24.06.2019 | 1:0                  | Paris (FRA)             | Kanada                  | Achtelfinale     | |
| 38             | 29.06.2019 | 2:1                  | Rennes (FRA)            | Deutschland             | Viertelfinale    | |
| 39             | 03.07.2019 | 0:1 n. V.            | Lyon (FRA)              | Niederlande             | Halbfinale       | |
| 40             | 06.07.2019 | 2:1                  | Nizza (FRA)             | England                 | Spiel um Platz 3 | |
| 41             | 23.07.2023 | 2:1                  | Wellington (NZL)        | Südafrika               | Vorrunde         | |
| 42             | 28.07.2023 | 5:0                  | Wellington (NZL)        | Italien                 | Vorrunde         | |
| 43             | 02.08.2023 | 2:0                  | Hamilton (NZL)          | Argentinien             | Vorrunde         | |
| 44             | 06.08.2023 | 0:0 n. V.; 5:4 i. E. | Melbourne (AUS)         | USA (TV)                | Achtelfinale     | |
| 45             | 11.08.2023 | 2:1                  | Auckland (NZL)          | Japan                   | Viertelfinale    | 100. Länderspiel von Magdalena Eriksson                                                              |
| 46             | 15.08.2023 | 1:2                  | Auckland (NZL)          | Spanien                 | Halbfinale       | |
| 47             | 19.08.2023 | 2:0                  | Brisbane (AUS)          | Australien              | Spiel um Platz 3 | |

Anmerkung: Fett gedruckte Mannschaften waren bzw. sind zum Zeitpunkt des Spiels Meister ihrer Konföderation.
Die schwedische Mannschaft erzielte ihre höchsten Siege gegen folgende Länder bei WM-Turnieren:
- Brasilien 2:0 (1991, Vorrunde)
- Chile 2:0 (2019, Vorrunde) – erstes Spiel gegen Chile
- Deutschland 4:0 (1991, Spiel um Platz 3) – erstes Spiel gegen Deutschland
- Ghana 2:0 (1999, Vorrunde) – einziges Spiel gegen Ghana
- Italien 5:0 (2023, Vorrunde) – zudem ein 5:0 in einem Qualifikationsspiel zur EM 2005
- Japan 8:0 (1991, Vorrunde)
- Kolumbien 1:0 (2011, Vorrunde) – einziges Spiel gegen Kolumbien
- Nigeria 3:1 (2003, Vorrunde)
- Nordkorea 1:0 (2003 und 2011, Vorrunde), 2:1 (2007, Vorrunde) – zudem ein 1:0 in einem Freundschaftsspiel
- Thailand 5:1 (2019, Vorrunde) – erstes Spiel gegen Thailand

Nur gegen den späteren Weltmeister Japan und Spanien kassierte die schwedische Mannschaft eine ihrer höchsten Niederlagen bei einem WM-Turnier: 1:3 (2011, Halbfinale) – zudem ein 1:3 beim Algarve-Cup 2014 bzw. 1:2 (2023, Halbfinale)

## Rekorde

### Spielerinnen
- Lena Videkull erzielte das schnellste Weltmeisterschaftstor nach Spielbeginn nach 30 Sekunden im Spiel gegen Japan 1991

### Mannschaft
- Schweden wurde am häufigsten (4 ×) Dritter (1991, 2011, 2019 und 2023)
- Schweden beendete die längste Serie an Vorrundenspielen ohne Niederlage: Die USA hatten von 1991 bis 2011 in 17 von 17 Spielen nicht verloren. Die Serie endete mit dem letzten Vorrundenspiel bei der WM 2011, das die USA mit 1:2 gegen Schweden verloren. Es war die erste Niederlage der USA in einem WM-Vorrundenspiel.
- Die häufigste Viertelfinalpaarung (2 ×) war Schweden gegen China (1991 und 1995)
- Die häufigste Endrunden- und Vorrundenpaarung: 7 × Schweden gegen USA (6 × VR: 1991, 2003, 2007, 2011, 2015 und 2019 + 1 × AF: 2023)
- Höchster Sieg bei einem Turnier: Schweden – Japan 8:0 in der Vorrunde 1991 in China
- Höchster Sieg im Spiel um Platz 3: Schweden – Deutschland 4:0, 1991 in China
- Die längste Unentschiedenserie: Schweden mit drei Spielen 2015 und die USA mit drei Spielen 2023

### Trainerinnen
- Erste weibliche Trainerin bei einer Frauen-WM: Gunilla Paijkull 1991
- Bis 2015 meiste Spiele als weibliche Trainerin: Marika Domanski Lyfors 14 (10 mit Schweden und 4 mit China), nun Silvia Neid mit 17
- Erste Trainerin mit drei trainierten Ländern: Pia Sundhage (USA 2011, Schweden 2015, Brasilien 2023)

### Negativrekorde
- Das erste und einzige Golden Goal im Finale bei einer Frauen-WM musste Schweden gegen Deutschland durch Nia Künzer im Finale der WM 2003 zum 2:1 für Deutschland hinnehmen.
- Schweden ist die einzige Mannschaft, die dreimal in der Verlängerung nicht gewinnen konnte (einmal durch Golden Goal, einmal im Elfmeterschießen, einmal durch ein Tor)
- Höchste Achtelfinalniederlagen: Schweden – Deutschland 1:4 und Südkorea – Frankreich 0:3, beide 2015 sowie Nigeria – Deutschland 0:3 und Kamerun – England 0:3, beide 2019
- Schweden schoss auf dem Weg ins Finale die wenigsten Tore: 2003 - 1,9/Spiel.
- Josefine Öqvist ist die erste Spielerin, die im Spiel um Platz 3 eine Rote Karte erhielt.